# Redkivka, Ripkî
Redkivka (în ucraineană Редьківка) este un sat în comuna Hubîci din raionul Ripkî, regiunea Cernihiv, Ucraina.

## Demografie
Componența lingvistică a localității Redkivka
     Ucraineană (97,44%)
     Rusă (2,56%)
Conform recensământului din 2001, majoritatea populației localității Redkivka era vorbitoare de ucraineană (97,44%), existând în minoritate și vorbitori de rusă (2,56%).